# Adama Diomandé
Adama Valentin Diomandé (Oslo, 14 febbraio 1990) è un calciatore norvegese, attaccante svincolato.

## Carriera

### Club

#### Lyn Oslo
Diomandé ha iniziato la carriera professionistica con la maglia del Lyn Oslo. Ha debuttato nell'Eliteserien in data 19 ottobre 2008, sostituendo Espen Hoff nella sconfitta per 3-2 sul campo dell'HamKam. È rimasto in squadra per due stagioni, totalizzando 3 presenze (tutte in campionato).

#### Skeid e Hødd
Nel 2010, è passato allo Skeid, squadra di 2. divisjon (la terza serie norvegese). Il 26 agosto 2010 è stato ingaggiato dall'Hødd, con un contratto valido fino al termine della stagione e con un'opzione per il campionato successivo. L'Hødd ha vinto il campionato 2010 e si è guadagnato la promozione in 1. divisjon. Il 25 novembre 2010, è stato reso noto che Diomandé avrebbe giocato per l'Hødd anche l'annata successiva. Diomandé ha giocato 28 partite nel campionato 2011, mettendo a segno 14 reti.

#### Strømsgodset
Nel 2012 è stato ingaggiato dallo Strømsgodset, formazione militante in Eliteserien. Ha debuttato in squadra in data 31 marzo, sostituendo Muhamed Keita nella vittoria per 3-2 sul Vålerenga, partita in cui ha realizzato anche la prima rete nella massima divisione locale. Con questa maglia, ha vinto il campionato 2013.

#### Dinamo Minsk
Il 28 dicembre 2013, lo Strømsgodset ha annunciato sul proprio sito la cessione di Diomandé ai bielorussi della Dinamo Minsk, con il trasferimento che sarebbe stato ratificato il 1º gennaio successivo, alla riapertura del calciomercato: l'attaccante ha firmato un contratto triennale. Ha esordito nella Vyšėjšaja Liha in data 30 marzo 2014, schierato titolare nella vittoria per 0-1 sul campo del Dnepr Mogilev. Il 4 maggio successivo ha segnato la prima rete in campionato, nella vittoria per 4-1 sul Belshina. Il 30 gennaio 2015 ha rescisso consensualmente il contratto che lo legava al club.

#### Stabæk
Il 26 marzo 2015 è stato ufficialmente ingaggiato dallo Stabæk, formazione a cui si è legato con un contratto valido fino all'estate del 2017. Ha esordito in squadra il 6 aprile successivo, schierato titolare nel pareggio casalingo per 1-1 contro l'Haugesund, partita in cui ha trovato la prima rete con questa maglia. Il 13 maggio ha segnato una tripletta nella vittoria per 4-0 sul Sandefjord, sfida valida per l'8ª giornata di campionato. Rimasto in squadra fino al mese di settembre 2015, ha totalizzato 25 reti in 26 presenze stagionali, tra campionato e coppa.
Il 21 ottobre 2015, ha ricevuto la candidatura come miglior attaccante del campionato per l'edizione annuale del premio Kniksen, nonostante avesse ormai lasciato la Norvegia.

#### Hull City
Il 1º settembre 2015 viene ufficialmente ingaggiato dagli inglesi dell'Hull City, formazione militante nella Football League Championship, secondo livello del campionato locale. Le cifre del trasferimento, ratificato durante l'ultimo giorno di calciomercato, non sono state rese note. Diomandé si è legato alla nuova squadra con un contratto triennale. Il 12 dicembre ha effettuato il proprio esordio in squadra, sostituendo Chuba Akpom nella vittoria per 1-0 sul Bolton. Ha segnato la prima rete per i Tigers il 1º gennaio 2016, nel successo per 1-2 arrivato sul campo del QPR.
Il 3 maggio 2018 passa agli statunitensi del Los Angeles FC, in MLS. Il 14 agosto 2020 rescinde consensualmente il contratto con la franchigia californiana per motivi personali.

#### Toronto FC
Il 12 gennaio 2023 viene ingaggiato dal Toronto FC, facendo così ritorno nel campionato statunitense.

### Nazionale
Il 5 agosto 2013, Diomandé è stato convocato nella Norvegia under 23 dal commissario tecnico Knut Tørum in vista della sfida amichevole contro la Turchia, ma è stato costretto a dare forfait. È stato convocato nuovamente il successivo 5 novembre, in vista di una partita contro l'Italia. Il 19 novembre ha giocato questa partita da titolare: l'incontro termina con un pareggio per 2-2.
Il 28 maggio 2015, è stato convocato da Per-Mathias Høgmo per la partita amichevole contro la Svezia e per quella valida per le qualificazioni al campionato d'Europa 2016 contro l'Azerbaigian. Il 12 giugno ha effettuato il proprio esordio, subentrando a Joshua King nel pareggio a reti inviolate contro la formazione azera.
L'11 ottobre 2016 – alla 9ª presenza in nazionale – ha segnato la prima rete, contribuendo alla vittoria per 4-1 su San Marino.

## Statistiche

### Presenze e reti nei club
Statistiche aggiornate al 12 gennaio 2023.
| Stagione              | Club                  | Campionato            | Campionato | Campionato | Coppe nazionali | Coppe nazionali | Coppe nazionali | Coppe continentali | Coppe continentali | Coppe continentali | Supercoppe | Supercoppe | Supercoppe | Totale | Totale |
| Stagione              | Club                  | Comp                  | Pres       | Reti       | Comp            | Pres            | Reti            | Comp               | Pres               | Reti               | Comp       | Pres       | Reti       | Pres   | Reti   |
| --------------------- | --------------------- | --------------------- | ---------- | ---------- | --------------- | --------------- | --------------- | ------------------ | ------------------ | ------------------ | ---------- | ---------- | ---------- | ------ | ------ |
| 2008                  | Lyn Oslo              | ES                    | 2          | 0          | CN              | 0               | 0               | -                  | -                  | -                  | -          | -          | -          | 2      | 0      |
| 2009                  | Lyn Oslo              | ES                    | 1          | 0          | CN              | 0               | 0               | -                  | -                  | -                  | -          | -          | -          | 1      | 0      |
| Totale Lyn Oslo       | Totale Lyn Oslo       | Totale Lyn Oslo       | 3          | 0          |                 | 0               | 0               |                    | -                  | -                  |            | -          | -          | 3      | 0      |
| 2010                  | Skeid                 | 2D                    | ?          | ?          | CN              | ?               | ?               | -                  | -                  | -                  | -          | -          | -          | ?      | ?      |
| ago.-dic. 2010        | Hødd                  | 2D                    | ?          | ?          | CN              | -               | -               | -                  | -                  | -                  | -          | -          | -          | ?      | ?      |
| 2011                  | Hødd                  | 1D                    | 28         | 14         | CN              | 3               | 3               | -                  | -                  | -                  | -          | -          | -          | 31     | 17     |
| Totale Hødd           | Totale Hødd           | Totale Hødd           | 28+        | 14+        |                 | 3+              | 3+              |                    | -                  | -                  | -          | -          | -          | ?      | ?      |
| 2012                  | Strømsgodset          | ES                    | 21         | 7          | CN              | 3               | 1               | -                  | -                  | -                  | -          | -          | -          | 24     | 8      |
| 2013                  | Strømsgodset          | ES                    | 25         | 8          | CN              | 1               | 0               | UEL                | 1                  | 0                  | -          | -          | -          | 27     | 8      |
| Totale Strømsgodset   | Totale Strømsgodset   | Totale Strømsgodset   | 46         | 15         |                 | 4               | 1               |                    | 1                  | 0                  |            | -          | -          | 51     | 16     |
| 2014                  | Dinamo Minsk          | VL                    | 23         | 3          | CB              | 1               | 0               | UEL                | 8                  | 0                  | -          | -          | -          | 33     | 3      |
| mar.-set. 2015        | Stabæk                | ES                    | 21         | 17         | CN              | 5               | 8               | -                  | -                  | -                  | -          | -          | -          | 26     | 25     |
| set. 2015-2016        | Hull City             | FLC                   | 11         | 3          | FACup+CdL       | 4+0             | 0               | -                  | -                  | -                  | -          | -          | -          | 15     | 3      |
| 2016-2017             | Hull City             | PL                    | 22         | 2          | FACup+CdL       | 2+6             | 0+2             | -                  | -                  | -                  | -          | -          | -          | 30     | 4      |
| Totale Hull City      | Totale Hull City      | Totale Hull City      | 33         | 5          |                 | 12              | 2               |                    | -                  | -                  |            | -          | -          | 45     | 7      |
| 2018                  | Los Angeles FC        | MLS                   | 19         | 12         | USOC            | 2               | 0               | -                  | -                  | -                  | -          | -          | -          | 21     | 12     |
| 2019                  | Los Angeles FC        | MLS                   | 27         | 10         | USOC            | 3               | 2               | -                  | -                  | -                  | -          | -          | -          | 30     | 12     |
| 2020                  | Los Angeles FC        | MLS                   | 1          | 0          |                 | -               | -               | CCL                | 0                  | 0                  | -          | -          | -          | 1      | 0      |
| Totale Los Angeles FC | Totale Los Angeles FC | Totale Los Angeles FC | 47         | 22         |                 | 5               | 2               |                    | -                  | -                  |            | -          | -          | 52     | 24     |
| 2021                  | Cangzhou Mighty Lions | CSL                   | 4          | 1          | CC              | 0               | 0               | -                  | -                  | -                  | -          | -          | -          | 4      | 1      |
| ago. 2021-gen. 2022   | Al-Sailiya            | QSL                   | 9          | 1          | QSC             | 3               | 2               | -                  | -                  | -                  | -          | -          | -          | 12     | 3      |
| gen.-giu.2022         | Al-Arabi              | QSL                   | 8          | 4          | EQC             | 1               | 0               | -                  | -                  | -                  | -          | -          | -          | 9      | 4      |
| ago.-dic. 2022        | Odd                   | ES                    | 2          | 1          | CN              | 0               | 0               | -                  | -                  | -                  | -          | -          | -          | 2      | 1      |
| 2023                  | Toronto FC            | MLS                   | 5          | 0          | CC              | -               | -               | -                  | -                  | -                  | -          | -          | -          | 5      | 0      |
| ago.-dic. 2024        | KFUM Oslo             | ES                    | 1          | 0          | CN              | -               | -               | -                  | -                  | -                  | -          | -          | -          | 1      | 0      |
| Totale                | Totale                | Totale                | 230        | 83         |                 | 34              | 18              |                    | 9                  | 0                  |            | -          | -          | 273    | 101    |

### Cronologia presenze e reti in nazionale
| Cronologia completa delle presenze e delle reti in nazionale ― Norvegia | Cronologia completa delle presenze e delle reti in nazionale ― Norvegia | Cronologia completa delle presenze e delle reti in nazionale ― Norvegia | Cronologia completa delle presenze e delle reti in nazionale ― Norvegia | Cronologia completa delle presenze e delle reti in nazionale ― Norvegia | Cronologia completa delle presenze e delle reti in nazionale ― Norvegia | Cronologia completa delle presenze e delle reti in nazionale ― Norvegia | Cronologia completa delle presenze e delle reti in nazionale ― Norvegia |
| Data                                                                    | Città                                                                   | In casa                                                                 | Risultato                                                               | Ospiti                                                                  | Competizione                                                            | Reti                                                                    | Note                                                                    |
| ----------------------------------------------------------------------- | ----------------------------------------------------------------------- | ----------------------------------------------------------------------- | ----------------------------------------------------------------------- | ----------------------------------------------------------------------- | ----------------------------------------------------------------------- | ----------------------------------------------------------------------- | ----------------------------------------------------------------------- |
| 12-6-2015                                                               | Oslo                                                                    | Norvegia                                                                | 0 – 0                                                                   | Azerbaigian                                                             | Qual. Euro 2016                                                         | -                                                                       |                                                                         |
| 24-3-2016                                                               | Tallinn                                                                 | Estonia                                                                 | 0 – 0                                                                   | Norvegia                                                                | Amichevole                                                              | -                                                                       |                                                                         |
| 29-3-2016                                                               | Oslo                                                                    | Norvegia                                                                | 2 – 0                                                                   | Finlandia                                                               | Amichevole                                                              | -                                                                       |                                                                         |
| 1-6-2016                                                                | Oslo                                                                    | Norvegia                                                                | 3 – 2                                                                   | Islanda                                                                 | Amichevole                                                              | -                                                                       |                                                                         |
| 5-6-2016                                                                | Bruxelles                                                               | Belgio                                                                  | 3 – 2                                                                   | Norvegia                                                                | Amichevole                                                              | -                                                                       |                                                                         |
| 31-8-2016                                                               | Oslo                                                                    | Norvegia                                                                | 0 – 1                                                                   | Bielorussia                                                             | Amichevole                                                              | -                                                                       |                                                                         |
| 4-9-2016                                                                | Oslo                                                                    | Norvegia                                                                | 0 – 3                                                                   | Germania                                                                | Qual. Mondiali 2018                                                     | -                                                                       |                                                                         |
| 8-10-2016                                                               | Baku                                                                    | Azerbaigian                                                             | 1 – 0                                                                   | Norvegia                                                                | Qual. Mondiali 2018                                                     | -                                                                       |                                                                         |
| 11-10-2016                                                              | Oslo                                                                    | Norvegia                                                                | 4 – 1                                                                   | San Marino                                                              | Qual. Mondiali 2018                                                     | 1                                                                       |                                                                         |
| 11-11-2016                                                              | Praga                                                                   | Rep. Ceca                                                               | 2 – 1                                                                   | Norvegia                                                                | Amichevole                                                              | -                                                                       |                                                                         |
| 26-3-2017                                                               | Belfast                                                                 | Irlanda del Nord                                                        | 2 – 0                                                                   | Norvegia                                                                | Qual. Mondiali 2018                                                     | -                                                                       |                                                                         |
| Totale                                                                  |                                                                         | Presenze                                                                | 11                                                                      |                                                                         | Reti                                                                    | 1                                                                       |                                                                         |

## Palmarès

### Club

#### Competizioni nazionali
- 2. divisjon: 1

Hodd: 2010
- Campionato norvegese: 1

Strømsgodset: 2013
- MLS Supporters' Shield: 1

Los Angeles FC: 2019